# Cabera rotundaria
Cabera rotundaria là một loài bướm đêm trong họ Geometridae.